# 松本大輝 (サッカー選手)
松本 大輝（まつもと だいき、1991年5月29日 - ）は、熊本県出身のサッカー選手。ポジションは、フォワード。

## 来歴
大津高校の3年時、それまでFWとしてプレーしていたがボランチにコンバート。全国高校総体では4強入りを果たし、大会優秀選手に選出された。法政大学進学後は再びFWに戻り、50メートル5秒6の快足アタッカーとして活躍。3年時にはリーグ戦（2部）で15得点を挙げ得点王となった。
2011年から全日本大学選抜に選出され、2013年7月にロシア・カザンで行われた第27回夏季ユニバーシアードでは、ユニバーシアード日本代表として出場し、銅メダルを獲得した。
2014年にヴァンフォーレ甲府へ入団。
2016年からはV・ファーレン長崎へ期限付き移籍をしたが、同年9月30日付で、日本サッカー協会選手契約書内第9条1（5）にある「クラブの秩序風紀を乱す行為」があったことを理由にV・ファーレン長崎への期限付き移籍が終了されると同時に、ヴァンフォーレ甲府との契約を解除された。
2016年、tonan前橋に加入。
2018年、カンボジアの国防省FCへ移籍。

## 所属クラブ
- 2000年 - 2001年 シャルムFC (熊本市立御幸小学校)
- 2002年 - 2003年 熊本ユナイテッドSC U-12 (熊本市立御幸小学校)
- 2004年 - 2006年 熊本ユナイテッドSC U-15 (熊本市立託麻中学校)
- 2007年 - 2009年 熊本県立大津高等学校
- 2010年 - 2013年 法政大学
- 2014年 - 2016年10月 ヴァンフォーレ甲府
  - 2016年 - 同年10月 V・ファーレン長崎（期限付き移籍）
- 2017年 tonan前橋
- 2018年 - 国防省FC（英語版）

## 個人成績
| 国内大会個人成績 | 国内大会個人成績 | 国内大会個人成績 | 国内大会個人成績 | 国内大会個人成績 | 国内大会個人成績 | 国内大会個人成績 | 国内大会個人成績 | 国内大会個人成績 | 国内大会個人成績 | 国内大会個人成績 | 国内大会個人成績 |
| 年度             | クラブ           | 背番号           | リーグ           | リーグ戦         | リーグ戦         | リーグ杯         | リーグ杯         | オープン杯       | オープン杯       | 期間通算         | 期間通算         |
| 年度             | クラブ           | 背番号           | リーグ           | 出場             | 得点             | 出場             | 得点             | 出場             | 得点             | 出場             | 得点             |
| 日本             | 日本             | 日本             | 日本             | リーグ戦         | リーグ戦         | リーグ杯         | リーグ杯         | 天皇杯           | 天皇杯           | 期間通算         | 期間通算         |
| ---------------- | ---------------- | ---------------- | ---------------- | ---------------- | ---------------- | ---------------- | ---------------- | ---------------- | ---------------- | ---------------- | ---------------- |
| 2008             | 大津高           |                  | -                | -                | -                | -                | -                | 0                | 0                | 0                | 0                |
| 2014             | 甲府             | 24               | J1               | 3                | 0                | 3                | 0                | 1                | 0                | 7                | 0                |
| 2015             | 甲府             | 24               | J1               | 11               | 0                | 4                | 1                | 2                | 0                | 17               | 1                |
| 2016             | 長崎             | 30               | J2               | 14               | 2                | -                | -                | 1                | 0                | 15               | 2                |
| 2017             | 前橋             | 18               | 関東2部          | 17               | 1                | -                | -                | 2                | 0                | 19               | 1                |
| 通算             | 日本             | 日本             | J1               | 14               | 0                | 7                | 1                | 3                | 0                | 24               | 1                |
| 通算             | 日本             | 日本             | J2               | 14               | 2                | -                | -                | 1                | 0                | 15               | 2                |
| 通算             | 日本             | 日本             | 他               | 17               | 1                | -                | -                | 2                | 0                | 19               | 1                |
| 総通算           | 総通算           | 総通算           | 総通算           | 45               | 3                | 7                | 1                | 6                | 0                | 58               | 4                |

- 公式戦初出場 - 2014年3月19日 ナビスコ杯予選リーグ第1節 対名古屋グランパス（名古屋市瑞穂陸上競技場）
- Jリーグ初出場 - 2014年4月12日 J1第7節 対サガン鳥栖（ベストアメニティスタジアム）

## タイトル

### 個人
- 全国高等学校総合体育大会サッカー競技大会 大会優秀選手 (2009年)
- 関東大学サッカーリーグ戦2部 得点王 (2012年)
- 関東大学サッカーリーグ戦2部 ベストイレブン (2012年)

## 代表歴
- U-16日本代表[12]
- U-18日本代表[13]
- ユニバーシアード日本代表
  - 第27回夏季ユニバーシアード